# Bubloteka
Bubloteka – muzyczno-satyryczna audycja w formie listy przebojów, nadawana w drugiej połowie lat 80. w Programie IV Polskiego Radia.

## Opis
Prowadzący audycję dziennikarze: Grzegorz Miecugow i Andrzej Paweł Wojciechowski żartowali z najgorszych ich zdaniem piosenek z ówczesnych list przebojów, w większości polskich – m.in. takich wykonawców jak Bolter, Eleni, Ex-Dance, Gayga, Kombi, Krzysztof Krawczyk, Lady Pank, Maanam, Papa Dance, Republika, Siekiera, Universe, ale również zespołu Modern Talking. Komentowali i przekręcali ich słowa, nazwiska i pseudonimy wykonawców (np. Jeleni – Eleni), twórczo interpretowali tytuły (np. piosenkę Spójrz z dwóch stron Eleni dedykowali osobom mającym wadę wzroku, utwór Nie domykajcie drzwi Skaldów – włamywaczom). 
Audycja budziła duże emocje słuchaczy, po każdym programie do redakcji przychodziło kilkaset listów, część z nich była później odczytywana na antenie. 
Inspiratorem powstania Bubloteki był radiowy realizator dźwięku Jerzy Wlaźliński. Audycję odtwarzano z taśmy, bez dodatkowego montażu.